# Rakitowe Stawki

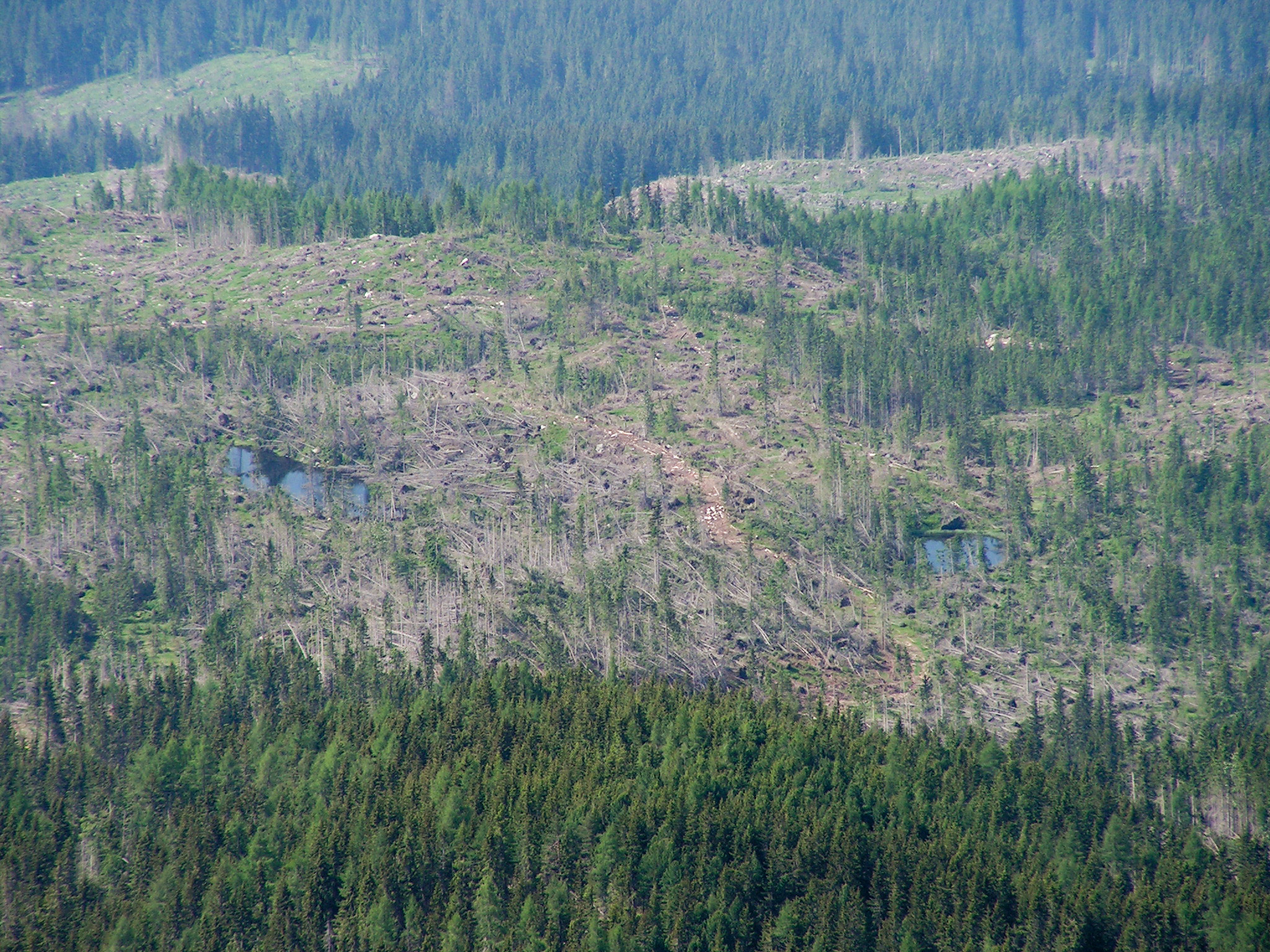
Rakitowe Stawki (na lewo Niżni, na prawo Wyżni), widok spod Skrajnego Soliska

Rakitowe Stawki (słow. Rakytovské plieska) – dwa niewielkie stawy w słowackich Tatrach Wysokich. Znajdują się około 0,8 km na zachód od Smrekowickich Stawków (Smrekovické plieska), w południowo-zachodniej części tarasu zwanego Smrekowicą (Smrekovica).
Są to:
- Niżni Rakitowy Stawek (Nižné Rakytovské pliesko, 1311 m n.p.m.) – południowo-wschodni, większy i głębszy,
- Wyżni Rakitowy Stawek (Vyšné Rakytovské pliesko, 1311 m) – północno-zachodni, mniejszy i płytszy.

Na wielu mapach Niżni Rakitowy Stawek zaznaczany jest jako Wyżni (Vyšné Rakytovské pliesko), a Wyżni – jako Niżni.
Oba stawki znajdują się w stadium zanikania, zarastają i mają bogate życie organiczne. Bór świerkowy otaczający niegdyś Rakitowe Stawki został poważnie zniszczony przez wichurę 19 listopada 2004 r.

## Szlaki turystyczne
– ścieżka edukacyjna Rakytovské plieska z Rozdroża Jambrichowo nad Wyżni Rakitowy Stawek i przez Furkotny Potok z powrotem do rozdroża. Czas przejścia: do stawku 45 min, cała pętla 2 h.